# Jeu de rôle (activité ludique)
Pour les articles homonymes, voir Jeu de rôle (homonymie).
Ne pas confondre avec les autres formes de jeu de rôle.
Le jeu de rôle peut désigner les jeux (divertissement), basés sur l'interprétation de rôles (jeu de rôle), selon des règles de jeu.

## Définition
Ces jeux peuvent être distingués notamment selon leur médium ou support ; le jeu de rôle sur table qui est un jeu de société avec tous les joueurs autour de la même table, le jeu de rôle grandeur nature dans lequel les joueurs réalisent physiquement des actions de leur personnage, les formes de jeux vidéo basés sur le rôle et les formes de jeu de rôle utilisant les outils informatiques (forum, table virtuelle, courrier électronique).

## Histoire
Le jeu de rôle ludique est une forme spontanée d'amusement d'enfant. De manière formalisée, les chasseurs font des « dîners de tête » depuis le XIXe siècle : les participants se font des têtes de personnages connus et jouent leur rôle. Au-delà des jeux d'enfants, certains pratiquent également de manière « spontanée » la création d'une fiction à des fins d'amusement. Les murder parties datent des années 1930.
Le jeu de rôle sur table est issu du jeu d'histoire, c'est-à-dire du jeu de guerre avec figurines. Issu du Kriegspiel, une méthode d'entraînement des stratèges militaires allemand, la forme ludique a été structurée par H. G. Wells dans les années 1910. En 1967, David Wesely crée un jeu de guerre dans lequel des joueurs interprètent des personnages clefs de la ville de Braunstein (maire, banquier, doyen de l'université). Cela inspirera Gary Gygax, Jeff Perren et Dave Arneson pour créer Chainmail puis Donjons et Dragons.

## Théories
Par l'accentuation des interactions sociales et de la collaboration entre joueurs, les jeux de rôle se distinguent fondamentalement d'autres jeux, tels que les jeux de plateau, jeux de cartes et sports qui sont basés sur la rivalité. Les auteurs et éditeurs majeurs de jeux de rôle sur table considèrent cette activité comme une forme de narration (storytelling) interactive et collaborative : la structure des événements, des personnages et de la narration offrent une expérience narrative, sans nécessiter un scénario fortement défini. L'interactivité est la différence essentielle entre les jeux de rôle et les médiums traditionnels de fiction (romans, films...). Pour ces auteurs, le jeu de rôle prolonge ainsi une tradition plus ancienne de contes où des amis collaborent pour créer une histoire.

## Jeu sur table

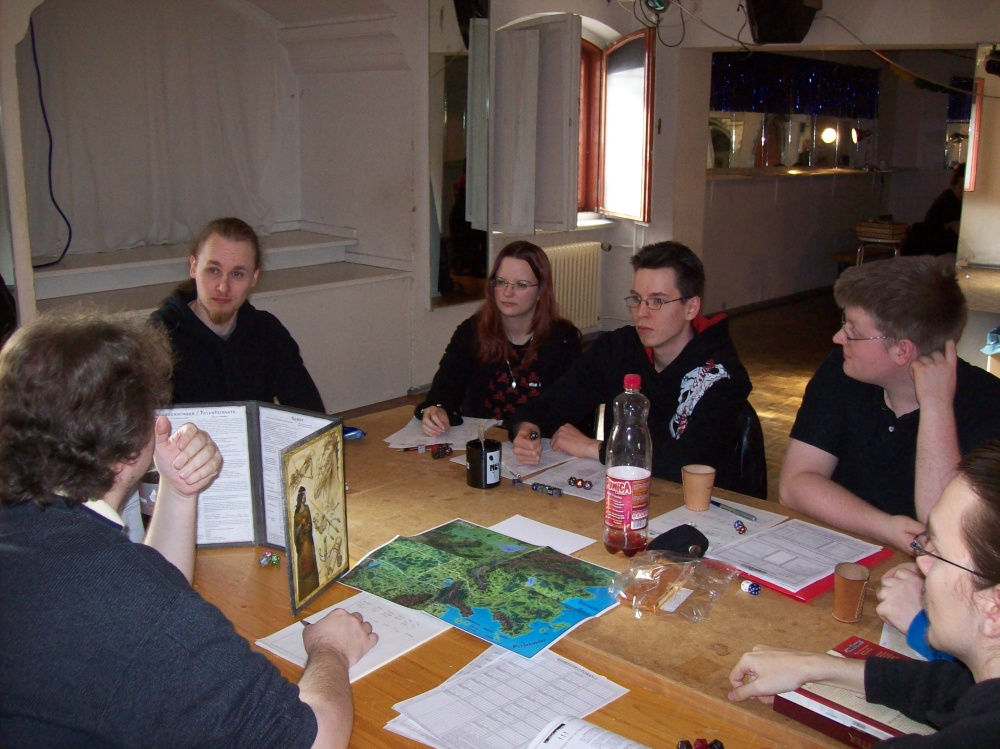
Rôlistes durant une partie

Le « jeu de rôle » (JdR) est un jeu inventé au milieu des années 1970. Dans ce jeu, les participants décrivent par la parole les actions de leur personnage, en se basant sur des règles de jeu. Cette forme de jeu de rôle est généralement assimilée à un jeu de société et joué traditionnellement autour d'une table (souvent avec dés, feuilles et crayon), mais elle est aussi jouée sur Internet (email, forum, chat, voix sur IP, table virtuelle).

## Forums RPG
Souvent confondus avec les MMORPG, les forums RPG (Role Playing Game) ou JdR (RPG étant plus fréquent) sont des forums généralement scindés en deux parties, le hors jeu et la partie où l'on joue. Le hors jeu sert aux membres à discuter en dehors du jeu, pour faire connaissance par exemple, ou à poser des questions, proposer des nouveautés ou bien demander de l'aide en cas de problème, signaler une future absence (et d'autres choses encore). Cette zone sert également à afficher le règlement du forum et contient une section réservée aux présentations. Il s'agit, dans le contexte de jeu du forum, de créer un personnage s'inscrivant dans ce contexte en remplissant généralement un formulaire propre à chaque forum où l'on doit préciser le nom, l'âge, le rang/clan/groupe & cie du personnage ainsi qu'écrire un certain nombre de lignes pour le caractère, le physique, l'histoire voire d'autres choses. Cette présentation est ensuite validée par un membre du staff, administrateur ou modérateur, qui a ainsi vérifié que vous avez respecté le nombre minimum de lignes (s'il y en a) et que votre personnage est cohérent, réaliste (qu'il n'est pas surpuissant) et colle avec le contexte du forum. Avant la validation, il est généralement interdit au nouveau membre de poster ailleurs que dans le hors jeu. Une fois validé, il a le droit de poster dans la partie jeu et de RP avec d'autres membres, soit d'écrire des RPs.
En effet, la différence avec les autres jeux de rôle est que l'écrit est prédominant. Certains forums intègrent par exemple des systèmes de points, notamment pour gérer les combats entre personnages. Cependant, il s'agit souvent simplement de commencer un nouveau sujet, qui se fait au choix dans une des sections proposées, chacune correspondant à un lieu. On y décrit l'arrivée de son personnage dans ce lieu, pourquoi il s'y rend et ainsi de suite selon l'inspiration (un nombre minimum de lignes par RP étant généralement demandé). Une fois le message posté, on doit ensuite attendre que d'autres personnes postent, ce qui crée finalement une histoire. Le personnage évolue ainsi au fil de ses RPs, rencontre des gens et peut faire des quêtes ou des missions si le forum en propose. Il existe également une forme plus élaborée depuis plusieurs années où les interactions entre joueurs sont à la fois régies par les règles "rôlistiques" mais également par des mécanismes de résolution automatique (attaque à l'épée, lancement de sorts, déplacements, etc.). Cette combinaison, malgré l'asynchronicité de l'action donne naissance à un univers au background profond et aux interactions multiples, le jeu Odyssee en est l'un de ses plus anciens représentants.
Ce type de forum est très peu médiatisé et assez peu connu, mais il est pourtant facile d'en trouver, le contexte pouvant être totalement inventé ou, cas le plus fréquent, inspiré d'une série ou d'un livre à succès existant tel Twilight, Harry Potter, Naruto, Grey's Anatomy, Vampire Diaries…

## Jeu grandeur nature

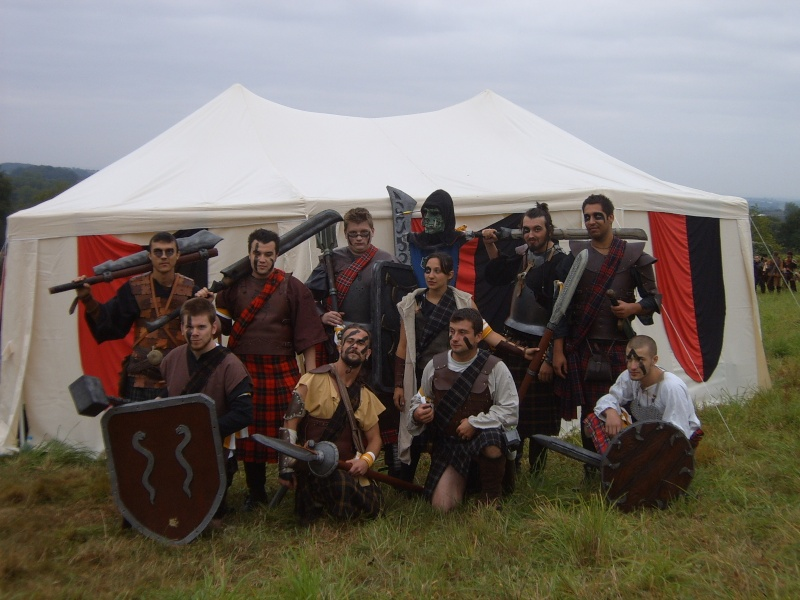
Compagnie "Les Insoumis" lors de l'édition 2007 du GN Berry Champ de Bataille près de Menetou-Salon

Le jeu de rôle grandeur nature ou « grandeur nature » (GN), parfois désigné comme jeu de rôle « en live » ou semi-réel est une forme de jeu dans laquelle les joueurs réalisent physiquement les actions de leur personnage. Le participant incarne un personnage au sein d'un univers fictif, et interagit avec d'autres personnages joués. À l'identique du jeu de rôle sur table, le succès des actions des joueurs est évalué par des règles de jeu, ou bien déterminé par le consensus entre joueurs. Les éléments de l'univers de jeu et les règles sont déterminés par des organisateurs.
Les premiers jeux de rôle grandeur nature ont été organisés vers les années 1970-1980. Cette activité s'est propagée à travers le monde durant les années 1980, et s'est diversifiée par une grande variété de styles de jeu. De tels jeux sont souvent conçus comme une activité de divertissement, mais peuvent parfois être orientés vers la performance théâtrale ou artistique. Certains évènements peuvent aussi être conçus dans des buts également pédagogiques ou politiques. Les univers fictifs de jeu incluent des univers réalistes modernes ou historiques, et des univers futuristes ou fantastiques.

## Jeux vidéo

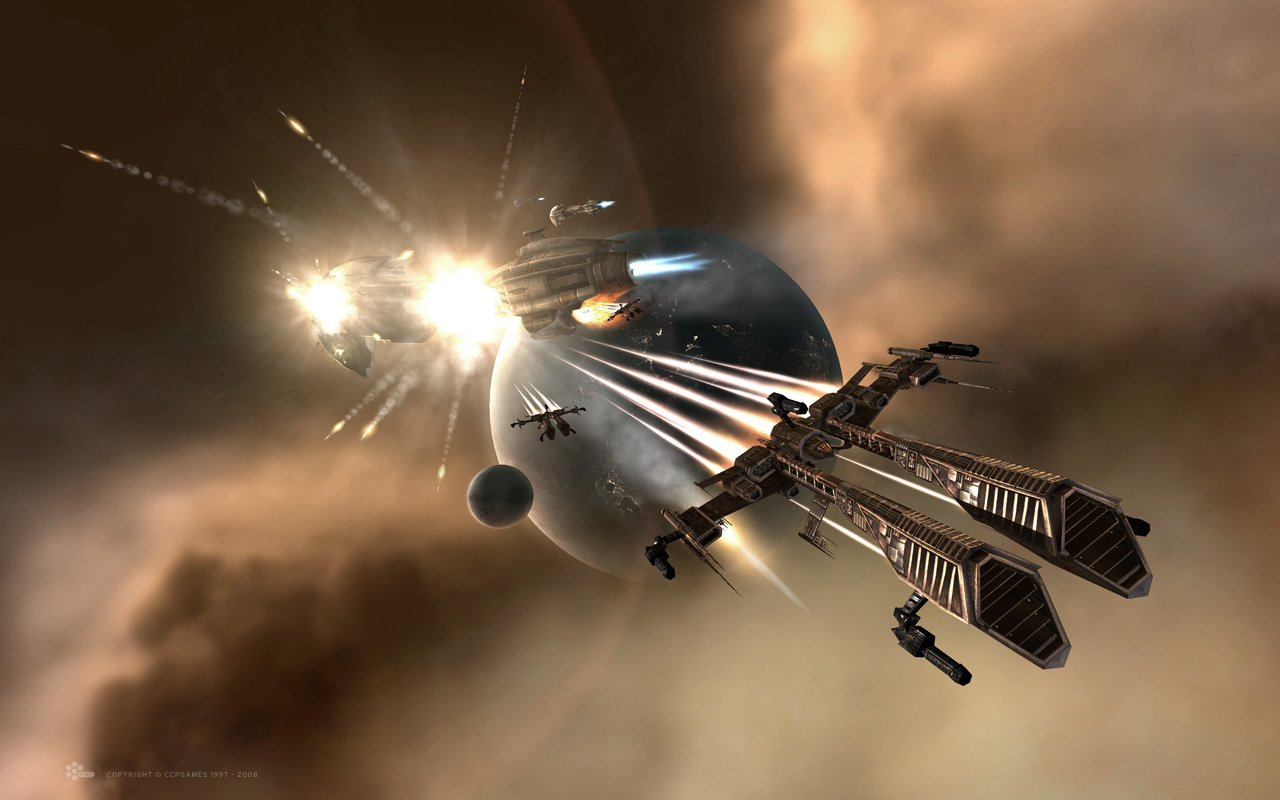
Combat spatial entre joueurs, dans le jeu de rôle en ligne massivement multijoueur EVE Online

Certains jeux vidéo utilisent des concepts de l'interprétation de rôle ou bien sont inspirés des jeux de rôle sur table traditionnels et sont donc appelés  « jeux de rôle », bien que l'interprétation de rôle se réduit souvent à l'exécution d'actions déjà prévues et ne laisse que peu de part à l'esprit d'improvisation et au jeu d'acteur. Toutefois, les jeux multijoueur ont réintroduit cette notion de rôle, puisque les actions des autres personnages ne sont pas programmées (ils sont dirigés par d'autres joueurs) et qu'il existe une possibilité réelle de dialogue.
- Le jeu d'aventure privilégie le scénario, les choix proposés au joueur, même s'il est souvent limité par rapport à l'interprétation de rôle.
- Le jeu vidéo de rôle privilégie la gestion du personnage, de ses forces et de ses faiblesses, et fidélise le joueur en lui donnant le moyen de rendre le personnage toujours plus puissant.
- Le multi-user dungeon, ou MUD : apparu au début des années 1980, il est parmi les premières tentatives de réunir des dizaines, voire des centaines de joueurs dans un même environnement ludique. Les MUDs sont basés sur le protocole Telnet et sont accessibles à quiconque dispose d'un terminal en mode texte ou d'un émulateur de terminal. La gratuité et l'accessibilité des codes-sources des MUDs ont permis à ceux-ci de se développer et d'évoluer vers des jeux dédiés plus spécifiquement à l'interprétation de rôle (MUD roleplay, MUSH...), mais ces jeux sont essentiellement en langue anglaise.
- Le jeu de rôle en ligne massivement multijoueur (ou MMORPG pour Massive Multiplayer On-line Role-Playing Game) : Apparu à la fin des années 1990, il est l'évolution des jeux sur ordinateur, et son adaptation sur la toile. L'héritage des MUDs est également à bien des égards perceptible. Bâti autour d'univers persistants (le monde virtuel existe et évolue en permanence, indépendamment du joueur), il ramène la dimension sociale que le jeu sur ordinateur avait perdu, en permettant à des milliers de joueurs de faire coexister leurs personnages.

## Livre-jeu
Plus communément appelés « livres dont vous êtes le héros » en référence à la collection la plus connue, ce sont des livres dont les paragraphes sont numérotés ; à la fin de la lecture d'un paragraphe, le lecteur a le choix entre plusieurs possibilités (actions du personnage), qui renvoient à différents paragraphes. Ainsi, les paragraphes ne sont pas lu dans l'ordre des numéros, et chaque lecteur ne lira pas les mêmes paragraphes (puisqu'il ne fera pas les mêmes choix). Le livre peut donc générer « plusieurs histoires » (même si en général il y a des « points de passage » obligés). Le lecteur ne joue pas de rôle puisqu’il ne fait que choisir parmi des possibilités imposées, cependant, les mondes décrits, le type d’aventure et les mécanismes de jeu se rapprochent des jeux de rôle sur table. Notons toutefois que certains jeux de rôle normalement « sur table » se jouent également en solitaire. Ainsi, les « aventures en solitaire » ou « solos » de Tunnels et Trolls (JDR présent aussi bien sur le marché anglophone que francophone en 2012) sont très proches des livres-jeux.